# Генрих XIV Рейсс-Грейц
Генрих XIV (нем. Heinrich XIV; 6 ноября 1749, Грайц —12 февраля 1799, Берлин) — австрийский дипломат, посол в Пруссии. Князь Рейсс-Грейц.

## Биография
Генрих XIV был младшим сыном графа Генриха XI Рейсс-Обергрейцского и его первой жены графини Конрадины Рейсс-Кёстриц. Он носил титул князя, так как его отец 12 мая 1778 был возведён в ранг имперского князя и все его потомки по мужской линии получили право носить титул князя. Однако, титул правящего князя унаследовал от отца старший сын — Генрих XIII.
Благодаря хорошим контактам его семьи с императорской семьёй, Генрих XIV получил звание фельдмаршал-лейтенанта и был назначен послом Австрии в Пруссии.
Генрих XIV часто бывал в берлинском салоне Сары фон Гроттгус и познакомился здесь с её сестрой Марией Анной Майер (1775/76-1812). Он женился на Марие Анне в Кёнигсбрюке в 1797 году. Так как супруги принадлежали к разным социальным слоям и родственники жениха не поддержали бы данный морганический брак, его держали в тайне. То что Генрих XIV был женат, его родственники узнали уже после его смерти. Брак был бездетным, поэтому покойный князь завещал всё своё состояние жене, однако ей пришлось вести судебную тяжбу с родственниками мужа. В результате суда, Мария Анна отказалась от титула княгини и владений мужа, но получила его личное состояние  и  звание «фрау фон Эйбенберг», в которое её произвёл император Франц II. Также, она согласилась не использовать письма мужа в компрометирующих целях. Позже Мария Анна фон Эйбенберг стала близким другом поэта  Иоганна Вольфганга фон Гёте.